# Bắn cung tại Đại hội Thể thao châu Á 1994
Bắn cung đã được tranh tài từ ngày 6 tháng 10 đến ngày 10 tháng 10 tại Đại hội Thể thao châu Á 1994 ở Công viên Senogawa, Hiroshima, Nhật Bản. Cuộc thi đấu chỉ bao gồm nội dung thi đấu cung một dây.
Tổng cộng có 67 cung thủ từ 13 quốc gia được thi đấu tại Đại hội Thể thao châu Á 1994, Hàn Quốc thống trị cuộc thi giành ba trong số bốn huy chương vàng.

## Danh sách huy chương
| Nội dung     | Vàng                                                   | Bạc                                                                   | Đồng                                                           |
| ------------ | ------------------------------------------------------ | --------------------------------------------------------------------- | -------------------------------------------------------------- |
| Cá nhân nam  | Park Kyung-Mo · Hàn Quốc                               | Chung Jae-Hun · Hàn Quốc                                              | Wu Tsung-yi · Đài Bắc Trung Hoa                                |
| Đồng đội nam | Hàn Quốc · Chung Jae-Hun · Oh Kyo-Moon · Park Kyung-Mo | Nhật Bản · Matsushita Takayoshi · Nishikawa Sadamu · Yamamoto Hiroshi | Kazakhstan · Vadim Shikarev · Vitaliy Shin · Vladimir Yesheyev |
| Cá nhân nữ   | Lee Eun-Kyung · Hàn Quốc                               | Lim Jung-Ah · Hàn Quốc                                                | Han Hee-Jeong · Hàn Quốc                                       |
| Đồng đội nữ  | Trung Quốc · He Ying · Lin Sang · Wang Xiaozhu         | Indonesia · Dahliana · Rusena Gelanteh · Purnama Pandiangan           | Hàn Quốc · Han Hee-Jeong · Lee Eun-Kyung · Lim Jung-Ah         |

## Bảng huy chương
| 1       | Hàn Quốc          | 3 | 2 | 2 | 7  |
| 2       | Trung Quốc        | 1 | 0 | 0 | 1  |
| 3       | Indonesia         | 0 | 1 | 0 | 1  |
| 3       | Nhật Bản          | 0 | 1 | 0 | 1  |
| 5       | Đài Bắc Trung Hoa | 0 | 0 | 1 | 1  |
| 5       | Kazakhstan        | 0 | 0 | 1 | 1  |
| Tổng số | Tổng số           | 4 | 4 | 4 | 12 |

## Các quốc gia đang tham gia
Tổng cộng có 67 vận động viên từ 13 quốc gia được thi đấu môn bắn cung tại Đại hội Thể thao châu Á 1994:
| - Bhutan (3) - Trung Quốc (8) - Đài Bắc Trung Hoa (8) - Ấn Độ (6) - Indonesia (3) - Nhật Bản (8) - Kazakhstan (7) | - Mông Cổ (7) - Philippines (3) - Tajikistan (1) - Thái Lan (4) - Turkmenistan (1) - Hàn Quốc (8) |